# Aitna (luna)
Aitna (grško Άιτνη, latinizirano: Áitne) je Jupitrov naravni satelit. Spada med  nepravilne lune z retrogradnim gibanjem. Je članica Karmine skupine Jupitrovih lun, ki krožijo okoli Jupitra v razdalji od 23 do 24 Gm in imajo naklon tira okoli 165°. 
Luno Aitno je leta 2001 odkrila skupina astronomov, ki jo je vodil Scott S. Sheppard z Univerze Havajev. Prvotno so jo označili kot S/2001 J 11. Znana je tudi kot Jupiter XXXI. Ime je dobila po boginji Aitni iz grške mitologije
.
Luna Kala ima premer okoli 3 km in obkroža Jupiter v povprečni razdalji 22,285.000 km. Obkroži ga v  730  dneh 4  urah  in 19 minutah po tirnici, ki ima naklon tira okoli 166° glede na ekliptiko oziroma 164° na ekvator Jupitra. 
Njena gostota je ocenjena na 2,6 g/cm3, kar kaže, da je sestavljena iz kamnin. 
Luna izgleda zelo temna, ima odbojnost 0,04. Njen navidezni sij je 22,7 m.